# すいとん

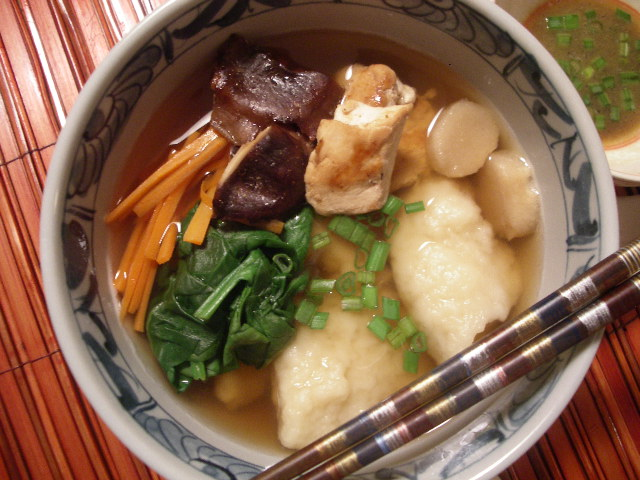
すいとんの例。右下の白いものふたつが「すいとん」の核心部分。

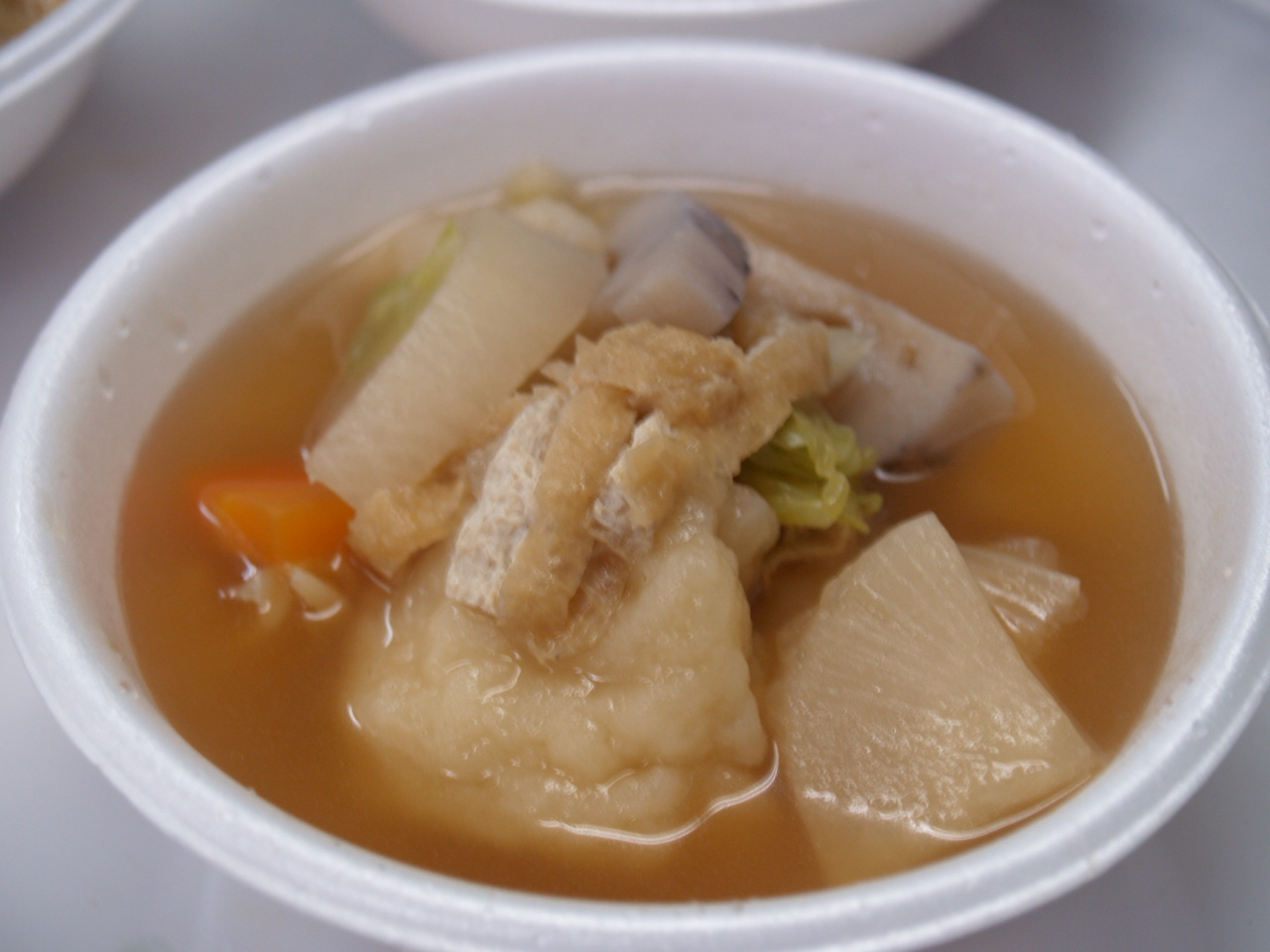
別の例。左側手前が「すいとん」の核心部分。

すいとん（水団）は、小麦粉に水を加え、こねて、団子くらいの大きさにし、汁で煮たもの。 小麦粉などに水を加えてこねて、適当にちぎり、野菜などと共に、味噌汁や醤油味の汁に入れて煮たもの。漢字では「水団」のほか「水飩」「炊団」などとも書く

## 概要
歴史
南北朝時代あたりから「水団」の語が見られる。ただし、この「水団」という語は異制庭訓往来以降の往来物の中で点心を列挙して紹介している箇所で登場しているのだが、具体的にどのような料理なのかについては記述が全く無く、どうもはっきりしない。
資料上のすいとんの調理法は変遷が激しく、今日のような手びねりした小麦粉の形式が出現したのは江戸時代後期のことである。江戸時代から戦前は、すいとん専門の屋台や料理店が存在しており、当時の庶民の味として親しまれていた。大正時代の半ばには一旦かなり減少したが、関東大震災直後には食糧事情の悪化を反映して焼け野原のいたるところに「すいとん屋」が出現した。
現代のすいとん
ダンプリングの一種であり、調理方法としてはグルテンを含む穀類や木の実などを粉末にして水練りしたものを湯や汁類に落としたものが、「すいとん」となる。食べさせ方は調理者の手間のかけ具合と工夫次第、あるいは地方の風習次第である。
水練りしたものを湯に落としたシンプルな団子のようなもの、味噌汁や澄まし汁での雑煮のようなものなど、多くのバリエーションがある。塩を入れ、固練りにして団子のようにしたものを数時間寝かせて汁などに落とすと、うどんに近い食味になる。逆に、匙ですくうと滴るほど水分が多く柔らかい生地を使うものもある。
強力粉を使い、何度も練ってグルテンによる強いコシを出したものは容易に煮崩れしない。この場合の途中までの工程は手打ちうどんに似ており、シマダヤなどの麺メーカーからも商品として真空パック詰めで販売されている。
片栗粉や米粉を加えるとさらに弾力が増す。
「すいとん」の呼称は全国的であるが、地方によっては「ひっつみ」「はっと」「つめり」「とってなげ」「とっちゃなげ」「おだんす」「ひんのべ」「だご汁」といった料理名で呼ばれる。これらのすいとんに似た料理は中に入れる具材、出汁が地域ごとに特色があり、料理法も地域ごとに異なるため、厳密にいうならば個々に異なる郷土料理である。また、同じ地方であっても地域や家庭ごとに調理法と料理名が異なる。大きく分けると醤油味・味噌味に分かれ、その味噌も九州・山口・愛媛では麦味噌＋イリコ出汁を使うことが多い。また千葉県野田市・銚子市などが醤油の一大産地であるため、東日本では醤油味が多くなる。さらに水の量による固さでスプーンで入れる・手でちぎって入れる、手延べで成型する、しないなど分かれる。大分の「だんご汁」では、手で伸ばして短い麺状にする。
例えば宮城県から岩手にかけての旧・仙台藩北部地域の「はっと」は、水で練った小麦粉の生地を小さな塊に分け、それを指で引き伸ばしながら薄い麺のように加工する。一方、青森県・岩手県などの、小麦粉の生地の塊から千切る作り方は異なっている。

## 戦時中の代用食
第二次世界大戦末期から終戦にかけ、食糧事情の悪い時期の日本では主食の米に変わる代用食として、すいとんの名を借りた料理が作られた。戦争による物資に乏しい時代背景から小麦粉が不足していたため、大豆粉やトウモロコシ粉、高粱粉など、あるいは糠（ヌカ）などが混ぜられたものを材料としたことがあり、これらはとてもすいとんと呼べるような食べ物ではなかったという。水で溶いた粉を汁、またはただの湯に直接落とし込んで団子のように固め、昆布、煮干や鰹節が入手できないために出汁は取られず、味噌、醤油、塩が不足していたためにまともな味付けの余裕も無かった。塩味を補うため、海水で煮るなどの調理も行われた。ほとんどの場合、野菜や肉などの具が入ることは無かったうえ、サツマイモの葉や蔓など本来、日本では捨てられる部位を具にしていた。
当時の体験談によれば、燃料不足で炊事に十分な熱量を得られず、団子は中心部まで火が通らない生煮えの状態で食べざるを得なかった。団子を噛むと生煮えの生地が歯にこびり付き、原料粉の品質の悪さも手伝って非常に不味かったそうである。
現在では終戦記念日に戦時中のすいとんを食べ、過去の大戦を偲ぶ行事が日本全国で行われる。一方で、実際に戦争を経験した人たちの中には、辛い戦争を思い出すから食べないと公言する人も多かった。

## 日本以外の地域

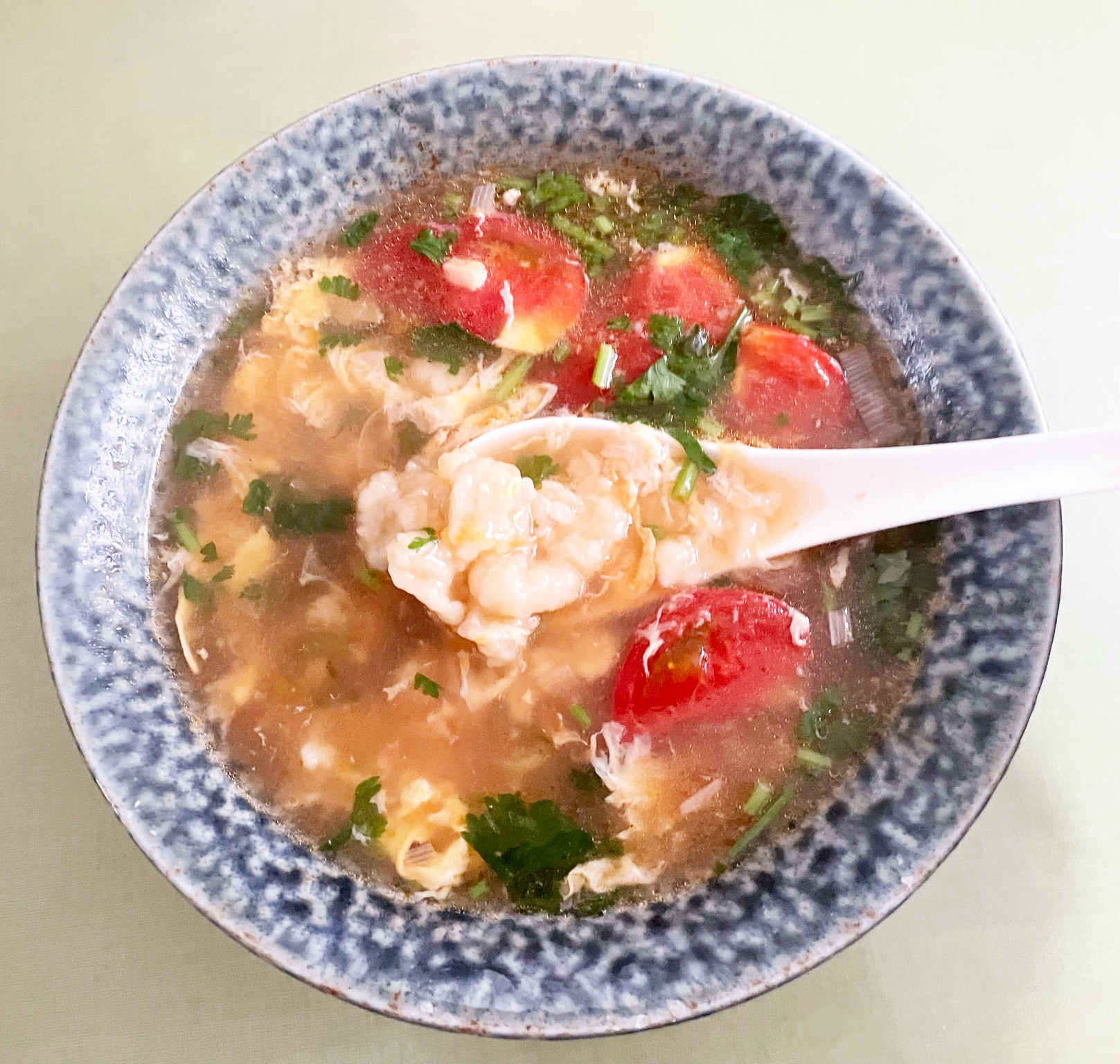
中国のすいとん「疙瘩湯」（gēda tāng、グーダタン）。北海道芦別市のご当地グルメ「ガタタン」の源流。

中央アジアのチベットやラダックには同様の小麦食が知られ、うどんのようなものはトゥクパ、すいとんのようなものはスキューと呼ばれ、現地では古い時代に中国から伝わったものとされる。朝鮮半島にもスジェビと呼ばれる、すいとんに類似した料理がある。ワンタンは、具の入った「すいとん」とも言える。日本では水餃子より焼き餃子がメジャーになったのは、水餃子＝すいとんのイメージがあったからと言われている。